# Wapen van São Paulo (stad)
Het wapen van São Paulo werd in 1917 aangenomen door de Braziliaanse stad São Paulo.

## Geschiedenis
Het wapen werd op 8 maart 1917 aangenomen door burgemeester Washington Luis, later zou hij president worden van de deelstaat. Het wapen is rood en toont een zilveren geharnaste arm met in de hand een paalsgewijs geplaatst zwaard en een zilveren vlag met vier punten waarop een breedarmig kruis van keel, op zijn beurt beladen met een zilveren kruis; vormend het kruis van de Orde van Christus. Om het schild heen een krans van koffietakken, op het schild een muurkroon bestaande uit drie kantelen.  Onder het geheel en over de onderkant van de koffietakken een lint van keel met in zilveren Latijnse letters het motto: NON DVCOR DVCO, in het Nederlands: Leiden, maar niet geleid.
Het huidige wapen werd aangenomen op 9 december 1947. In 1974 werd het wapen aangepast: het zwaard werd verwijderd en het kruis werd aangepast: dat werd een wit kruis met daarin een rood kruis. De muurkroon kreeg er twee kantelen bij waardoor het niet langer drie maar vijf kantelen heeft. In 1987 werd het wapen per wet op 5 maart aangepast. De kleur van het lint en het motto werden omgedraaid en ook de kleuren van het kruis werden omgedraaid.